# 박수진
박수진(朴秀眞, 1985년 11월 27일 ~ )은 대한민국의 前 가수, 배우, 방송인이다. 음악 그룹 슈가 출신으로도 잘 알려져 있다. 배우자는 기업인이자 남편인 배용준이며, 현재는 남편, 아이들과 함께 미국 하와이주에서 거주 중이다.

## 학력
- 초림초등학교 졸업
- 양영중학교 졸업
- 상명대학교 사범대학 부속여자고등학교 졸업
- 경희대학교 포스트 모던 음악학과 학사

## 출연 작품

### 텔레비전 드라마
| 연도* | 제목                                  | 역할          | 방송사       | 비고         |
| ----- | ------------------------------------- | ------------- | ------------ | ------------ |
| 2007  | 《칼잡이 오수정》                     | 어린 오수정   | SBS          | 16부작       |
| 2007  | 《와인따는 악마씨》                   | 안천사        | MBC 에브리원 | 4부작        |
| 2008  | 《유혹의 기술》                       | 희진          | OCN          | 4부작        |
| 2008  | 《우리들의 해피엔딩》                 | 현지          | MBC          | 2부작 단막극 |
| 2009  | 《꽃보다 남자》                       | 차은재        | KBS2         | 25부작       |
| 2009  | 《선덕여왕》                          | 어린 마야부인 | MBC          | 62부작       |
| 2009  | 《천만번 사랑해》                     | 오난정        | SBS          | 55부작       |
| 2010  | 《내 여자친구는 구미호》              | 은혜인        | SBS          | 16부작       |
| 2011  | 《KBS 드라마 스페셜 - 큐피드 팩토리》 | 정시윤        | KBS2         | 1부작 단막극 |
| 2011  | 《총각네 야채가게》                   | 정단비        | 채널A        | 24부작       |
| 2012  | 《넝쿨째 굴러온 당신》                | 송수지        | KBS2         | 58부작       |
| 2013  | 《이웃집 꽃미남》                     | 차도휘        | tvN          | 16부작       |
| 2013  | 《칼과 꽃》                           | 모설          | KBS2         | 20부작       |

*다년간 방송된 작품의 경우, 방송 시작 연도를 가리킨다.

### 영화
| 연도* | 제목                  | 역할   | 비고     |
| ----- | --------------------- | ------ | -------- |
| 2009  | 《펜트하우스 코끼리》 | 지나   | 특별출연 |
| 2012  | 《슈퍼스타》          | 수진   |          |
| 2012  | 《수목장》            | 지효   |          |
| 2013  | 《사랑의 가위바위보》 | 유진   | 단편영화 |
| 2013  | 《48미터》            | 한은옥 |          |

*개봉일 순.

## 텔레비전 프로그램
| 연도*           | 제목                                    | 역할   | 방송사         | 비고                                                     |
| --------------- | --------------------------------------- | ------ | -------------- | -------------------------------------------------------- |
| 2003년          | 《TV는 사랑을 싣고》                    | 게스트 | KBS2           | With , 슈가 (음악 그룹)                                  |
| 2006년          | 《모바일 게임뱅크》                     | 진행   | OGN            |                                                          |
| 2010년 ~ 2011년 | 《it City 일본에서 놀자》               | 진행   | 올'리브(Olive) | 정다솔, 배다해, 혜라, 김동욱, 정소민, 이태성과 공동 진행 |
| 2010년          | 《테이스티 로드(Tasty Road)》           | 진행   | 올'리브(Olive) | 개그우먼 박지선과 공동 진행                              |
| 2011년          | 《테이스티 로드(Tasty Road) 시즌 2》    | 진행   | 올'리브(Olive) | 탤런트 김호진, 셰프 김한송과 공동 진행                   |
| 2012년          | 《테이스티 로드(Tasty Road) 시즌 3》    | 진행   | 올'리브(Olive) | 탤런트 김성은과 공동 진행                                |
| 2013년          | 《테이스티 로드(Tasty Road) 2013》      | 진행   | 올'리브(Olive) | 탤런트 김성은과 공동 진행                                |
| 2013년          | 《뷰티 힐링 프로그램 '스타 뷰티 로드'》 | 진행   | SBS E!         |                                                          |
| 2014년          | 《테이스티 로드(Tasty Road) 2014》      | 진행   | 올'리브(Olive) | 탤런트 김성은과 공동 진행                                |
| 2015년          | 《테이스티 로드(Tasty Road) 2015》      | 진행   | 올'리브(Olive) | 가수 리지와 공동 진행                                    |
| 2016년          | 《옥수동 수제자》                       | 진행   | 올'리브(Olive) | 요리연구가 심영순, 작곡가 유재환과 공동 진행             |

## 라디오 프로그램
| 연도*  | 제목                       | 역할      | 방송사      | 비고 |
| ------ | -------------------------- | --------- | ----------- | ---- |
| 2014년 | 《유인나의 볼륨을 높여요》 | 스페셜 DJ | KBS Cool FM |      |

## 광고 모델
| 년도          | 기업명                  | 브랜드명(종류)                                                    | 비고                    |
| ------------- | ----------------------- | ----------------------------------------------------------------- | ----------------------- |
| 2002년        | 크라운제과              | 미니쉘 (초콜릿)                                                   | 슈가 멤버들과 공동 출연 |
| 2002년        | 크라운제과              | C 콘칩 (스낵)                                                     | 슈가 멤버들과 공동 출연 |
| 2002년        | 오뚜기                  | 북경반점 짜장 (라면)                                              | 슈가 멤버들과 공동 출연 |
| 2003년        | 크라운제과              | 죠리퐁 (스낵)                                                     | 슈가 멤버들과 공동 출연 |
| 2003년        | 크라운제과              | 마이쮸 (스낵)                                                     | 슈가 멤버들과 공동 출연 |
| 2004년        | 롯데제과                | 위저트 (젤리)                                                     |                         |
| 2011년~2012년 | 반디                    | 반디네일큐어 (네일 브랜드)                                        |                         |
| 2012년        | 아모레퍼시픽            | 아모스 (헤어케어)                                                 |                         |
| 2013년        | (주)콜핑                | 콜핑 (아웃도어)                                                   | 김정태와 공동 출연      |
| 2014년        | 델리팜 상사             | 로아커 초콜릿                                                     | 김성은과 공동 출연      |
| 2014년        | 한국건강증진개발원      | 자궁경부암 예방 인식개선 캠페인 (공익광고)                        |                         |
| 2014년        | 유한킴벌리              | 화이트 팬티라이너 '애니데이' (여성용품)                           |                         |
| 2014년        | 원할머니보쌈족발        | 원할머니보쌈족발 (전문 프랜차이즈)                                | 김성은과 공동 출연      |
| 2014년        | 삼성전자                | 테이스티로드 x 삼성 스마트카메라 NX2000 브랜드 필러 (카메라)      | 김성은과 공동 출연      |
| 2014년        | O'live x 피죤           | 테이스티로드 x 피죤 (생활용품)                                    |                         |
| 2014년        | 롯데 T.G.I.프라이데이스 | T.G.I.프라이데이스 (패밀리 레스토랑)                              | 김성은과 공동 출연      |
| 2014년~2015년 | 미니골드                | 미니골드 러브 마크(Love Mark) 컬렉션 런칭 모델 (쥬얼리)           |                         |
| 2014년~2015년 | 오클리 코리아           | 글로벌 선글라스 브랜드 '오클리' (Oakley) (아이웨어)               | 한국 최초 여성 모델     |
| 2014년~2017년 | 오야니 코리아           | 뉴욕 핸드백 브랜드 '오야니' (orYANY) (잡화)                       | 아시아 모델             |
| 2015년        | 센소다인                | 센소다인 후레쉬젤 (시린이 치약)                                   |                         |
| 2015년        | 폭스바겐 코리아         | 폭스바겐 뉴 폴로 (자동차)                                         |                         |
| 2015년        | 지니킴                  | 지니킴 x 박수진 콜라보레이션 라인 'Soo by JimmyKim' (슈즈 브랜드) |                         |
| 2015년        | 카파 코리아             | 카파 (KAPPA) (스포츠웨어)                                         |                         |
| 2015년        | 무학                    | 좋은데이 (주류)                                                   |                         |
| 2015년        | 동서식품                | 테이스티로드 x 필라델피아 크림치즈 풋티지 광고 (식품)             | 김성은과 공동 출연      |
| 2015년~2017년 | 입생로랑 코리아         | 입생로랑 뷰티 (YSL Beauty) (화장품)                               |                         |
| 2017년        | 깨끗한나라              | 보솜이 (베이비케어 물티슈)                                        |                         |
| 2017년        | CJ제일제당              | 팻다운 톡 (스틱형 분말 다이어트 건강기능식품)                     |                         |
| 2017년        | 모니카비나더 코리아     | 영국 주얼리 브랜드 '모니카비나더' (주얼리)                        |                         |

*단독 광고.

## 뮤직비디오
| 연도   | 가수          | 노래         | 비고 |
| ------ | ------------- | ------------ | ---- |
| 2010년 | 제이리치      | 안녕 내 사랑 |      |
| 2014년 | 에일리&투엘슨 | I'm in love  |      |
| 2015년 | 김필          | Marry Me     |      |

## 도서
- 2011년 《매일매일 예뻐지는 습관 박수진의 뷰티 테라피》(스테이지팩토리) ISBN 9788996409373

## 홍보대사
- 2011년 밀알복지재단 홍보대사

## 수상 내역
- 2014년 2014 서울사회복지대회 서울특별시장상[2]